# آیکوت ییعیت
آیکوت ییعیت (انگلیسی: Aykut Yiğit; ۷ اکتبر ۱۹۵۹ – ۷ سپتامبر ۲۰۰۳) بازیکن فوتبال اهل ترکیه بود.
از باشگاه‌هایی که در آن بازی کرده‌است می‌توان به باشگاه فوتبال آلتای اسپور، باشگاه ورزشی ساکاریاسپور، باشگاه فوتبال فنرباغچه، و باشگاه فوتبال اسکی‌شهراسپور اشاره کرد.
وی همچنین در تیم ملی فوتبال ترکیه بازی کرده‌است.